# 咖啡方丹
咖啡方丹（Koffiefontein）是南非的城鎮，位於該國中部，由自由邦省負責管轄，始建於1892年，面積33.79平方公里，鎮上的鑽礦在2006年關閉，2001年人口1,443，人口密度每平方公里43人。